# Nervilia petraea
Nervilia petraea är en orkidéart som först beskrevs av Adam Afzelius och Olof Swartz, och fick sitt nu gällande namn av Victor Samuel Summerhayes. Nervilia petraea ingår i släktet Nervilia och familjen orkidéer. Inga underarter finns listade i Catalogue of Life.